# 长埠镇
长埠镇，是中华人民共和国江西省南昌市安义县下辖的一个乡镇级行政单位。

## 行政区划
长埠镇下辖以下地区：
幸福社区、长埠村、义基村、云庄村、大路村、车田村、江下村、老下村、上桥村和下桥村。